# Affaire Nottebohm
Pour les articles homonymes, voir Nottebohm.
L'Affaire Nottebohm (Liechtenstein contre Guatemala) est une affaire jugée par la Cour internationale de justice (CIJ) en 1955. Le Liechtenstein cherche à obtenir un arrêt obligeant le Guatemala à reconnaître Friedrich Nottebohm comme un ressortissant du Liechtenstein. Cette affaire a été citée dans de nombreuses définitions de la nationalité.

## Contexte
Friedrich Nottebohm est né le 16 septembre 1881 à Hambourg, en Allemagne. En 1905, il s'installe au Guatemala, où il se lance dans le commerce, la banque et les plantations avec ses frères. L'entreprise prospère et Nottebohm en prend la direction en 1937. Nottebohm vit au Guatemala jusqu'en 1943 en tant que résident permanent, sans jamais acquérir la nationalité guatémaltèque. Il se rend parfois en Allemagne pour affaires et a des amis et de la famille dans les deux pays. Il se rend également quelques fois au Liechtenstein pour voir son frère Hermann, qui s'y est installé en 1931 et en est devenu citoyen.
En 1939, Nottebohm se rend de nouveau au Liechtenstein et, le 9 octobre 1939, peu après le début de la Seconde Guerre mondiale, en demande la nationalité. Sa demande est approuvée et il est devient citoyen. En vertu de la loi allemande, il perd sa nationalité allemande. En janvier 1940, il retourne au Guatemala avec un passeport du Liechtenstein et informe le gouvernement local de son changement de nationalité.
Bien qu'initialement neutre, le Guatemala se range bientôt du côté des Alliés et déclare officiellement la guerre à l'Allemagne le 11 décembre 1941. Malgré sa nationalité liechtensteinoise, le gouvernement guatémaltèque traite Nottebohm comme un citoyen allemand. Dans le cadre de la déportation des Allemands d'Amérique latine pendant la Seconde Guerre mondiale (en), au cours de laquelle les États-Unis coopèrent avec divers pays d'Amérique latine pour interner aux États-Unis plus de 4 000 personnes d'ascendance ou de nationalité allemande, Nottebohm est arrêté par le gouvernement guatémaltèque en tant qu'étranger ennemi en 1943, remis à une base militaire américaine et transféré aux États-Unis, où il est interné jusqu'en 1946. Le gouvernement guatémaltèque confisque tous ses biens dans le pays et le gouvernement américain saisit également les actifs de son entreprise aux États-Unis. En 1950, le gouvernement américain restitue à la famille Nottebohm environ la moitié de la valeur de ce qu'il a saisi. Le gouvernement guatémaltèque conserve sa propriété et restitue seize plantations de café à sa famille en 1962, après sa mort. Après sa libération, il retourne au Liechtenstein, où il vit le reste de sa vie.
En 1951, le gouvernement du Liechtenstein, agissant au nom de Nottebohm, intente un procès contre le Guatemala devant la Cour internationale de justice pour ce qu'il considère comme un traitement injuste à son égard et la confiscation illégale de ses biens. Toutefois, le gouvernement du Guatemala fait valoir que Nottebohm n'a pas obtenu la nationalité du Liechtenstein au regard du droit international. La cour lui donne raison et met donc un terme à l’affaire.

## Jugement
Bien que la Cour déclare qu’il est du droit souverain de chaque État de déterminer ses propres citoyens et les critères pour le devenir dans le droit interne, un tel processus doit être examiné au niveau international s'il s'agit d'une question de protection diplomatique. La cour confirme le principe de la nationalité effective (principe Nottebohm) : le ressortissant doit prouver un lien significatif avec l’État en question. Ce principe n'est auparavant appliqué qu'en cas de double nationalité pour déterminer la nationalité à retenir dans un cas donné. La cour juge que la naturalisation de Nottebohm en tant que citoyen du Liechtenstein n'est pas fondée sur un lien réel avec ce pays, mais a pour seul but de lui permettre de remplacer son statut de ressortissant d'un État belligérant par celui d'un État neutre en temps de guerre. La cour estime que le Liechtenstein n'est pas habilité à prendre en charge son cas et à présenter une réclamation internationale en son nom contre le Guatemala, :

« Plutôt que demandée pour obtenir la consécration en droit de l'appartenance en fait de Nottebohm à la population du Liechtenstein, cette naturalisation a été recherchée par lui pour lui permettre de substituer à sa qualité de sujet d'un Etat belligérant la qualité de sujet d'un Etat neutre, dans le but unique de passer ainsi sous la protection du Liechtenstein et non d'en épouser les traditions, les intérêts, le genre de vie, d'assumer les obligations - autres que fiscales - et d'exercer les droits attachés à la qualité ainsi acquise.

Le Guatemala n'est pas tenu de reconnaître une nationalité ainsi octroyée. En conséquence, le Liechtenstein n'est pas fondé à étendre sa protection à Nottebohm à l'égard du Guatemala et il doit être, pour ce motif, déclaré irrecevable en sa demande. »

## Critique
Cette décision a été examinée de près car elle implique qu’une personne pourrait se retrouver sans aucune nationalité effective. Bien que l'application d'une telle norme dans les cas de double nationalité permette toujours à une personne de bénéficier de la protection diplomatique d'un État, Nottebohm n'est citoyen d'aucun autre pays que le Liechtenstein à l'époque, et la décision implique qu'il n'est peut-être ressortissant effectif d'aucun pays, bien qu'il ne soit pas clair si Nottebohm est traité comme un binational en raison de sa résidence de longue durée au Guatemala ou de ses liens antérieurs avec l'Allemagne. La Commission du droit international note qu'à l'ère de la mondialisation et des migrations à grande échelle, cette norme risque de créer une sous-classe de millions de personnes dépourvues de toute protection diplomatique, car « il y a des millions de personnes qui se sont éloignées de leur État de nationalité et ont fait leur vie dans des États dont elles n'ont jamais acquis la nationalité, ou qui l'ont acquise par la naissance et l'ascendance d'États avec lesquels elles ont un lien ténu ».